# Sebechleby
Sebechleby (deutsch Siebenbrot oder Klieb, ungarisch Szebelléb) ist ein Ort und eine Gemeinde in der Mitte der Slowakei mit 1173 Einwohnern (Stand 31. Dezember 2024), die im Okres Krupina liegt, einem Kreis des Banskobystrický kraj.

## Geographie
Die Gemeinde liegt am Südhang der Schemnitzer Berge am Bach Belujský potok, 13 Kilometer südwestlich von Krupina und 30 Kilometer östlich von Levice gelegen. Traditionell gehört sie zur Landschaft Hont.

## Geschichte
Der Ort wurde zum ersten Mal 1135 als Zebehgleb schriftlich erwähnt. Im frühen 13. Jahrhundert ließen sich deutsche Kolonisten aus dem sächsischen Sprachraum nieder, die zusammen mit den ansässigen Magyaren und Slawen „Wälder rodeten und das Boden urbar machten“. 1233 wird die romanische Kirche erwähnt. 1412 erhielt der Ort vom König Sigismund das Stadtrecht und wird zum Städtchen. Im Zuge der 16. und 17. Jahrhundert wurde der Ort während der Türkenkriege mehrmals in Mitleidenschaft gezogen, wie in 1543, 1626 oder 1676. Zwar tagte die Versammlung der Gespanschaft Hont in Siebenbrot, auf Grund des immer dauernden Kriegs konnte es nicht wieder ein Städtchen werden. 1828 hatte der Ort 177 Häuser und 1057 Einwohner und die Bevölkerung war in der Landwirtschaft, Obst- und Weinbau tätig, früher (17./18. Jahrhundert.) waren auch Handwerke verbreitet. Um 1900 wurden künstliche Höhlen im Ort und in den Kellern des nahegelegenen Weingebirges vom Ortspfarrer Johann Novotny und dem Höhlenforscher Lambert Karner untersucht und Höhlenpläne angefertigt.

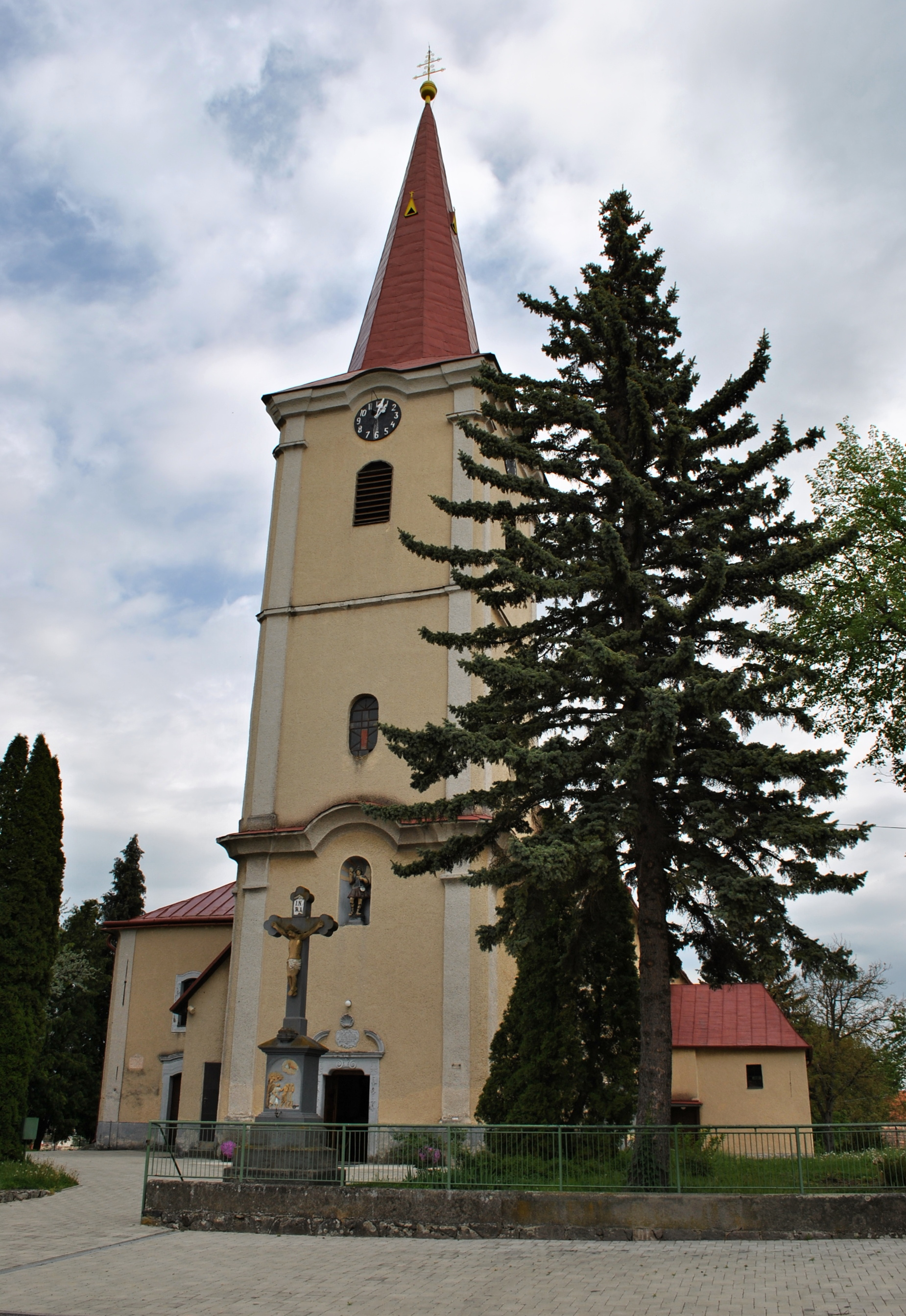
Katholische Pfarrkirche St. Michael

## Bevölkerung
| Jahr                | 1994 | 2004    | 2014    | 2024    |
| ------------------- | ---- | ------- | ------- | ------- |
| Anzahl der Personen | 1176 | 1222    | 1192    | 1173    |
| Unterschied         |      | +3,91 % | −2,45 % | −1,59 % |

| Jahr                | 2023 | 2024    |
| ------------------- | ---- | ------- |
| Anzahl der Personen | 1159 | 1173    |
| Unterschied         |      | +1,20 % |

## Religion
Bei der Volkszählung 2011 gaben 86 % der Einwohner an, der römisch-katholischen Kirche angezugehören., 2 % bekannten sich zum lutherischen Glauben. 1 % gab ein anderes Bekenntnis an. 3 % gaben an, religionslos zu sein. 8 % machten keine Angaben.
Die katholische Pfarrei St. Michael gehört zum Dekanat Krupina des Bistums Banská Bystrica. Die nächste lutherische Gemeinde ist in Ladzany ansässig.

## Sehenswürdigkeiten
- römisch-katholische Kirche aus dem Jahr 1608, auf dem Platz der älteren romanischen Kirche
- Denkmalreservat der Volksarchitektur Stará Hora mit Weinbaukellern, -häuser (lokal chyžky genannt) und der Kapelle des Hl. Urban